# Серошейная пиприта
Серошейная пиприта (лат. Piprites chloris) — вид воробьиных птиц из семейства тиранновых (Tyrannidae). Обитает в Южной Америке.

## Описание
Длина птицы составляет 12,5-15 см. Темя и спина ярко-оливковые, затылок серый. Щеки и лоб желтоватые или серые, в зависимости от подвида, горло желтое или оливково-зеленое, оливково-зеленый или беловатый живот. На крыльях черные и белые полоски.

## Подвиды
Выделяют семь подвидов:
- P. c. antioquiae Chapman, 1924 — север Центрального хребта колумбийских Анд (Антьокия);
- P. c. perijana Phelps & Phelps Jr, 1949 — горы Сьерра-де-Периха (на границе Колумбии и Венесуэлы);
- P. c. tschudii (Cabanis, 1874) — от юго-восточной Колумбии до центрального Перу и северо-западной Бразилии;
- P. c. chlorion (Cabanis, 1847) — юго-восточная Колумбия, Гвиана и север Бразильской Амазонии;
- P. c. grisescens Novaes, 1964 — север центральной Бразилии (восточная Пара);
- P. c. boliviana Chapman, 1924 — юго-запад Бразильской Амазонии и северная Боливия;
- P. c. chloris Temminck, 1822 — юго-восточная Бразилия (южнее южной Баии), восток Парагвая и северо-восток Аргентины (Мисьонес).

## Распространение и среда обитания
Серошейные пиприты обитают в Колумбии, Эквадоре, Перу, Боливии, Бразилии, Венесуэле, Гайане, Суринаме, Французской Гвиане, Парагвае и Аргентине. Они обитают в среднем на верхних ярусах влажных равнинных и горных тропических лесов, на высоте до 2000 м над уровнем моря, преимущественно на высоте до 1300 м над уровнем моря. Иногда присоединяются к смешанным стаям птиц.